# 23 (песня Чейса Бекхэма)
«23» — песня американского кантри-певца и автора-исполнителя Чейса Бекхэма, вышедшая 23 января 2023 года на лейбле BBR Music Group в качестве первого сингла дебютного студийного альбома Bad for Me. Она была написана самим Бекхэмом, а продюсером выступил Росс Копперман.
Песня получила платиновую сертификацию в Канаде и США и заняла первое место в кантри-чартах этих стран.

## Предыстория
Во время интервью с Music Mayhem Magazine в мае 2021 года Чейс Бекхэм рассказал о треке и о том, как он появился на свет: «Я написал эту песню около года назад, примерно в это время или в мае прошлого года, и я думаю, что никогда не думал, что эта песня приведёт меня туда, куда она ведёт меня сейчас».
В качестве официального сингла дебютного альбома песня «23» была выпущена на радио кантри 23 января 2023 года. Она была записана на студии звукозаписи SoundFactory в Голливуде, штат Калифорния с помощью продюсера Росса Коппермана. Песня представляет собой автобиографическую историю победителя 19-го сезона конкурса American Idol (2021), полностью написанную самим Бекхэмом. Лирически она рассказывает о его борьбе с жизненнымим проблемами, в том числе и с алкоголизмом. По словам Бекхэма, идея песни возникла, когда перед прослушиванием в American Idol он попал в дорожно-транспортное происшествие в нетрезвом виде.
27-летний Чейс Бекхэм (Chayce Beckham) из Эппл-Вэлли, штат Калифорния, был признан победителем шоу ABC «Американский идол» в 2021 году и исполнил песню «23», автором которой был он сам, в прямом эфире в том сезоне. Он написал «23» за год до этого и стал первым претендентом на победу в конкурсе, исполнившим оригинальную песню. Услышав новость о ставшей чарттоппером его песни, Чейс Бекхэм потерял дар речи и был в состоянии шока: «Я до сих пор не могу поверить в то, что песня „23“ стала № 1 на радио кантри», — поделился Бекхэм. «Я написала эту песню, когда у меня ещё ничего не было. Если перенестись в настоящее время, чтобы осуществить свою мечту, я просто чувствую себя таким благословенным. Я хочу пожать руку каждому, кто сделал это возможным, — спасибо вам». На протяжении всей песни он ссылается на реальный жизненный опыт из своего прошлого, который является правдивой историей.

## Музыкальное видео
Музыкальное видео на песню «23» вышло 18 июля 2023 года. В клипе рассказывается о человеке, которого постигли тяжёлые времена и борьба с алкоголем, и зрители наблюдают, как его пороки берут верх, а жизнь рушится вокруг него. Бекхэм исполняет песню только с гитарой и на тёмном фоне, создавая простой, но мощный визуальный ряд, который позволяет слушателям сосредоточиться на тяжёлом и грубом тексте. Ближе к концу клипа, когда для главного героя все идёт к развязке, Бекхэм проходит мимо него и смотрит ему в глаза, демонстрируя властную сцену.

## Коммерческий успех
После выхода песня сразу же попала на вершину кантри-чартов iTunes и чартов всех жанров, а также дебютировала на вершине цифрового чарта Billboard Country Digital Song Sales.
29 марта 2024 года сингл поднялся на первое место кантри-чарта Country Airplay. Это произошло спустя 60 недель нахождения в этом чарте. Это был первый номер один на радио кантри, написанный исключительно певцом, который его исполнил, начиная с 2012 года. Бекхэм стал четвёртым победителем «American Idol», занявшим первое место в Country Airplay, после Кэрри Андервуд (у неё 16 синглов № 1 после победы на конкурсе в 2005 году), Скотти Маккрири (пять № 1, 2011) и Келли Кларксон (один номер один, победительница в 2002 году). Сингл «23» стал первым номером № 1 в радиочарте, написанным одним человеком, с тех пор как кавер-версия Люка Комбса на авторскую песню Трейси Чепмен «Fast Car» лидировала в течение пяти недель, начиная с июля 2023 года. Единственные другие лидеры, написанные одним человеком за последние 10 лет: «Ask Me How I Know» Гарта Брукса, написанная Митчем Росселом (№ 1 16 декабря 2017 года); «Greatest Love Story» группы LANCO (песню написал фронтмен Брэндон Ланкастер; 2 декабря 2017 года); «Better Man» группы Little Big Town (песню написала сольно Тейлор Свифт; 4 марта 2017 года) и «Humble and Kind» Тима Макгро (Лори МакКенна; 25 июня 2016 года). Из 327 лидеров за этот период только шесть — или 2 % — были написаны соло (и только 46 чарттопперов ими же и исполнялись, 11 раз Алан Джексон, 5 раз Тоби Кит, 5 раз Тейлор Свифт, 5 раз Ронни Данн, 3 раза Клинт Блек 2 — Трэвис Тритт). Кроме того, до песни «23» последним номером 1 в Country Airplay, который написан исключительно самим солистом, который также и записал его, был сингл Свифт «Ours» в чарте от 31 марта 2012 года.

## Чарты
| Чарт (2023—2024)                    | Высшая позиция |
| ----------------------------------- | -------------- |
| Канада (Canadian Hot 100)           | 42             |
| Канада (Canada Country, Billboard)  | 1              |
| Великобритания (UK Country Airplay) | 6              |
| США (Billboard Hot 100)             | 45             |
| США (Country Airplay, Billboard)    | 1              |
| США (Hot Country Songs, Billboard)  | 8              |

| Чарт (2023)                        | Позиция |
| ---------------------------------- | ------- |
| США (Hot Country Songs, Billboard) | 91      |

| Чарт (2024)                        | Позиция |
| ---------------------------------- | ------- |
| США (Country Airplay, Billboard)   | 25      |
| США (Hot Country Songs, Billboard) | 39      |

## Сертификации
| Регион                                                                      | Сертификация  | Продажи   |
| --------------------------------------------------------------------------- | ------------- | --------- |
| Австралия (ARIA)                                                            | 2× Платиновый | 140 000   |
| Канада (Music Canada)                                                       | 3× Платиновый | 240 000   |
| США (RIAA)                                                                  | Платиновый    | 1 000 000 |
| Данные о продажах + прослушиваниях приведены только на основе сертификации. |               |           |